# Kunigami Seikaku
 (avril 2019).
Si vous disposez d'ouvrages ou d'articles de référence ou si vous connaissez des sites web de qualité traitant du thème abordé ici, merci de compléter l'article en donnant les références utiles à sa vérifiabilité et en les liant à la section « Notes et références ».
Kunigami Ueekata Seikaku (国頭 親方 正格) (? – 1571) aussi connu sous son nom de style chinois Ba Juntoku (馬 順徳), est un aristocrate et fonctionnaire du gouvernement du royaume de Ryūkyū. Il est membre du Sanshikan sous le règne de Shō Gen. Amami Ōshima s'est revolté et a refusé de payer un tribut en 1571. Les troupes menées par le Roi Shō Gen visaient à éliminer  les insurgés, mais le roi est tombé gravement malade chemin faisant. Kunigami a prié le ciel et a dit qu'il voudrait remplacer le roi. Comme par magie, le roi s’est rétabli et a étouffé la rébellion, mais Kunigami est mort. Le roi a été détrôné, et il a promu son fils, Kunigami Seichi (国頭 正致), au rang d'Aji, et a établi la famille aristocrate Kunigami Udun (国頭御殿). C'était la seule famille Aji qui n'avait pas de sang royal.  Kunigami Seikaku, à son tour, a été considéré comme le troisième chef de Kunigami Udun à titre posthume.